# Olympische Sommerspiele 1996/Teilnehmer (Palästina)
| Gelbes Symbol für Goldmedaillen mit stilisierten Olympischen Ringen | Graues Symbol für Silbermedaillen mit stilisierten Olympischen Ringen | Braundes Symbol für Bronzemedaillen mit stilisierten Olympischen Ringen |
| ------------------------------------------------------------------- | --------------------------------------------------------------------- | ----------------------------------------------------------------------- |
| —                                                                   | —                                                                     | —                                                                       |

Palästina nahm an den Olympischen Sommerspielen 1996 in Atlanta, USA, mit einem Sportler teil. Israel hatte gegen die Teilnahme unter dem Namen Palästina protestiert, war mit seinem Protest jedoch gescheitert.
Es war die erste Teilnahme für Palästina, nachdem es bereits 1985 gegen den Protest Israels in das Olympic Council of Asia und 1995 in das IOC aufgenommen worden war.
Majed Abu Maraheel, ein 32-jähriger Langstreckenläufer, der aus dem Flüchtlingslager Nusseirat im Gazastreifen stammt, war Flaggenträger. Neben ihm nahm noch der Leichtathlet Ihab Salama teil.

## Teilnehmer nach Sportarten

### Leichtathletik
- Majed Abu Maraheel
10.000 Meter: Vorläufe